# Werner Reinhart
Werner Reinhart (19. března 1884 Winterthur – 29. srpna 1951 Winterthur) byl švýcarský obchodník a filantrop, nazývaný „Maecenas z Winterthuru“.
Byl synem podnikatele Theodora Reinharta. Pracoval v rodinné firmě Gebrüder Volkart, která dovážela z Asie bavlnu, kaučuk a čaj. Jeho zálibou byla hra na klarinet. Stal se milovníkem modernistické hudby a patronem umění, svoji vilu Rychenberg proměnil v centrum setkávání předních evropských tvůrců. 
Pro Rainera Mariu Rilkeho zakoupil rezidenci Château de Muzot, kde básník vytvořil Elegie z Duina a Sonety Orfeovi. Díky Reinhartově pomoci mohl Igor Stravinskij uvést na scénu Příběh vojáka. Alois Hába od něj dostal peníze na premiéru opery Matka v mnichovském Staatstheater am Gärtnerplatz. Finančně podporoval také Othmara Schoecka, Almu Moodieovou, Adolfa Busche, Alberta Moeschingera a Ernsta Křenka. Provozoval divadlo Théâtre du Jorat a spolupracoval s dirigentem winterthurského městského orchestru Hermannem Scherchenem. Za druhé světové války dokázal zařídit, aby mohl Anton Webern přijet z okupovaného Rakouska do Winterthuru na premiéru svých Variací pro orchestr op. 30.  Inicioval založení Mezinárodní společnosti pro soudobou hudbu. Z jeho odkazu je financována hudební škola Musikkollegium Winterthur, kde je také uložena Reinhartova rozsáhlá korespondence s uměleckými osobnostmi jeho doby.
Frank Martin složil Kánon pro Wernera Reinharta na slova Pierra de Ronsarda, svá díla mu dedikovali také Richard Strauss, Arthur Honegger a Paul Hindemith. Oskar Kokoschka a Alice Baillyová namalovali Reinhartovy portréty. Curyšská univerzita mu v roce 1932 udělila čestný doktorát.